# Rhagonycha upepesankensis
Rhagonycha upepesankensis es una especie de coleóptero de la familia Cantharidae.

## Distribución geográfica
Habita en Japón.